# Zhang Daoling
Zhang Daoling (cinese semplificato: 张陵, cinese tradizionale: 張陵, pinyin: Zhāng Líng, Wade-Giles) (Jiangsu, 34 – Monte Qingcheng, 156) è stato una personalità religiosa cinese sotto la Dinastia Han che fondò la setta taoista della Via dei Maestri Celestiali, anche conosciuta come Via dei Cinque Sacchi di Riso.

## Biografia
Zhang ha le sue origini nella provincia di Feng, a Jiangsu, e si diceva che fosse un discendente di Zhang Liang. Era nato nel decimo anno dell'era Jianwu durante il regno dell'Imperatore Guangwu di Han. Iniziò a leggere  Daodejing in giovane età, dopo aver studiato nella Accademia Imperiale di Taixue. Servì come magistrato a Jiangzhou, nella provincia di Ba (oggi Chongqing) durante il regno dell'Imperatore Ming di Han.
Più tardi Zhang si ritirò a vivere da eremita al Monte Beimang, dove praticò le tecniche per ottenere la longevità. Quando venne invitato a servire come boshi (l'equivalente del professore dei giorni nostri) nell'Accademia Imperiale, dichiarò di essere malato. L'Imperatore He di Han lo chiamò tre volte per servire come Taifu (Tutore Imperiale) ma rifiutò di nuovo.
Secondo la tradizione, nel 142, Laozi apparve a Zhang sul Monte Heming, ed informò l'eremita che il mondo stava giungendo alla fine, per essere seguito da un'era di Grande Pace. Laozi spiegò che quelli che l'avrebbero seguito avrebbero raggiunto un'altra vita, tramite il "Patto con i Poteri". Tramite questo patto, Zhang e i suoi seguaci avrebbero avuto accesso di fronte ai poteri ancestrali che dominano il destino del genere umano.
Zhang partì per fondare la prima comunità taoista come detto in precedenza. Il più grande cambiamento istituito dal novo Patto era il rifiuto del cibo e dei sacrifici animali. Inoltre, gli insegnamenti di Laozi come trasmessi da Zhang includevano il primo vero pantheon taoista a differenza delle precedenti religioni della Cina. Zhang scrisse anche 24 volumi di un classico taoista, chiamato Xiang'er, un commento al Daodejing.
Zhang morì sul Monte Qingcheng nel 156 durante il regno dell'Imperatore Huan di Han all'età di 123 anni. Comunque, si dice anche che Zhang non morì, ma ascese al Paradiso con sua moglie e due discepoli, diventando immortale.